# Stadtmuseum Pirna

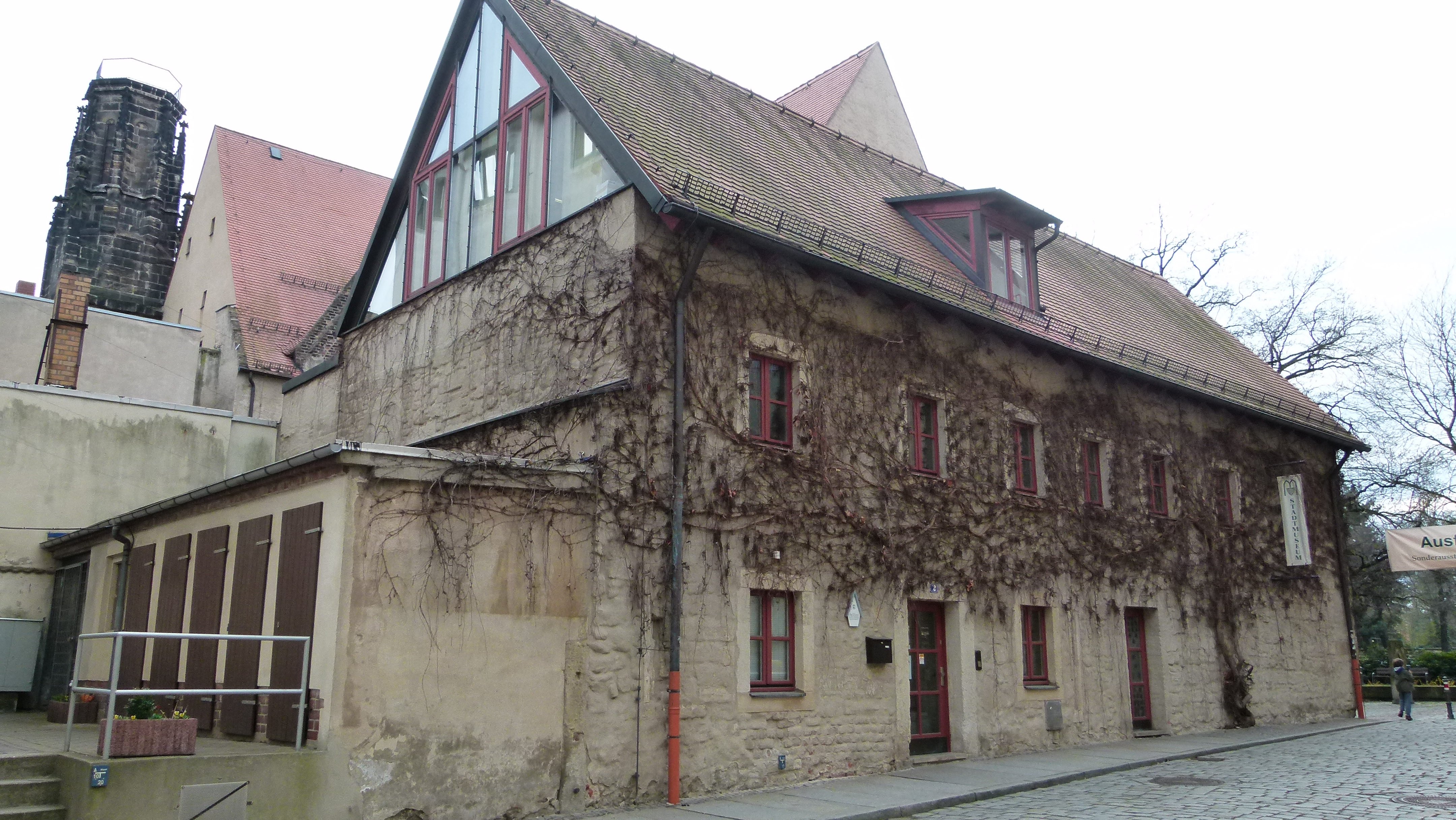
Stadtmuseum Pirna (2012)

Das Stadtmuseum Pirna, Eigenschreibweise StadtMuseum Pirna, ist das zentrale Stadt- und Heimatmuseum der sächsischen Kreisstadt Pirna, die zugleich der Verwaltungssitz des Landkreises Sächsische Schweiz-Osterzgebirge ist. Es ist eines der ältesten Museen im Freistaat Sachsen und befindet sich im Gebäude Klosterhof 2, das an die Klosterkirche grenzt.

## Geschichte
Im Jahre 1861 wurde durch den Städtischen Gewerbeverein Pirna ein erstes Museum gegründet. In den Jahren ab 1878 begann auch der Gebirgsverein für die Sächsische Schweiz mit dem Sammeln von Gegenständen zur Heimatkunde und -geschichte von Pirna und dem Elbsandsteingebirge (Sächsische Schweiz) sowie zur Natur- und Volkskunde. Beide separate Sammlungen wurden vereint und befinden sich seit 1923 im Kapitelsaalgebäude des vormaligen Dominikanerklosters in der Altstadt von Pirna.
Das Museum gab bereits in der DDR eine eigene Schriftenreihe heraus, deren einzelne Hefte weite Verbreitung fanden.
Bis 1986 leitete das Stadtmuseum Pirna der spätere Ehrenbürger Karl Grumpelt unter teilweise relativ schwierigen Bedingungen. Problematisch gestaltete sich u. a. die Raumsituation in Bezug auf die angemessene Lagerung des Museumsgutes in dem alten Klostergebäude. Der bauliche Zustand des Stadtmuseums verschlechterte sich aufgrund ausbleibender finanzieller Mittel für dringend notwendige Investitionen derart, dass das Museum für Sanierungsarbeiten 1984 geschlossen werden musste. Die Wiedereröffnung erfolgte erst nach grundlegender Renovierung und Neugestaltung des Eingangsbereiches im Jahre 1993.

## Ausstellungen
Im Stadtmuseum Pirna werden in unregelmäßigen Abständen auch Sonderausstellungen zeitgenössischer Künstler mit Bezug zu Pirna und Umgebung präsentiert. Dazu zählten beispielsweise in der Vergangenheit:
- Elfriede Lohse-Wächtler (1899–1940), Malerin der Avantgarde, die im Rahmen der nationalsozialistischen Euthanasie-Aktion T4 in der Tötungsanstalt Pirna-Sonnenstein ermordet wurde. Die Ausstellung im Stadtmuseum Pirna fand im Jahre 2003 statt.
- Eva Schulze-Knabe (1907–1976), aus Pirna stammende Malerin und Grafikerin sowie eine Widerstandskämpferin gegen den Nationalsozialismus. Die Ausstellung ihrer Werke fand von Februar bis Mai 2007 statt.
- Hernando León (* 1933), chilenischer Künstler. Die Ausstellung ausgewählter Werke wurde 2008 präsentiert.
- Paul Oberhoff (1884–1960), deutscher Maler, Grafiker und Komponist. Ausstellung ausgewählter Werke 2018.

## Auszeichnungen
Bei einem deutschlandweiten Wettbewerb des Bundesbauministeriums erhielt das Stadtmuseum einen Preis aufgrund der Kombination von altem Bauwerk und moderner Einrichtung.

## Hefte der Schriftenreihe des Stadtmuseums Pirna „Geschichtliche und heimatkundliche Beiträge aus Pirna und Umgebung“
- Horst Torke: Alte Steinkreuze zwischen Dresden, Pirna und Sächsischer Schweiz (= Schriftenreihe des Stadtmuseums Pirna. Heft 1). 1983, 2. Auflage 1990.
- Siegfried Lange: Kursächsische Postmeilensäulen um Pirna (= Schriftenreihe des Stadtmuseums Pirna. Heft 2). 1984.
- Gunter H. Schmidt: Vom Pirnischen Eisen (= Schriftenreihe des Stadtmuseums Pirna. Heft 3).
- Anneliese Zänsler: Die Geschichte der Stadtmusik in Pirna (= Schriftenreihe des Stadtmuseums Pirna. Heft 4). 1985, ISSN 0323-7516.
- Alfred Neugebauer: Pfaffenstein und Neurathen, Ausgrabungen an vorgeschichtlicher Höhensiedlung und mittelalterlicher Felsenburg in der Sächsischen Schweiz (= Schriftenreihe des Stadtmuseums Pirna. Heft 5). 1986.
- Klaus Kroitzsch: Napoleonschanzen und Kanonenkugeln, Erinnerungsstätten und Zeugnisse des Befreiungskrieges 1813 in der Gegend um Pirna (= Schriftenreihe des Stadtmuseums Pirna. Heft 6). 1987.
- Horst Torke: Forstgrenzsteine der Amtswälder in der Sächsischen Schweiz (= Schriftenreihe des Stadtmuseums Pirna. Heft 7). 1989.
- Siegfried Börtitz: Wetterfahnen zwischen Dresden und Sächsischer Schweiz (= Schriftenreihe des Stadtmuseums Pirna. Heft 8). 1994.
- Moritz Martin: Aus Haus und Hof – Dorfleute, Flößer und Steinbrecher im Elbsandsteingebirge – Volkskundliche Betrachtungen aus dem 19. Jahrhundert (= Schriftenreihe des Stadtmuseums Pirna. Heft 9). 1996.
- René Prokoph: Steinerne Wegweisersäulen im Landkreis Sächsische Schweiz (= Schriftenreihe des Stadtmuseums Pirna. Heft 10). 1997.
- Dieter Kutschke: Steinbrüche und Steinbrecher in der Sächsischen Schweiz (= Schriftenreihe des Stadtmuseums Pirna. Heft 11). 2000.
- Horst Torke: Matthias Öder in der Sächsischen Schweiz. Öders Nachlass vom Bild der Landschaft am Ende des 16. Jahrhunderts (= Schriftenreihe des Stadtmuseums Pirna. Heft 12). 2004.
- Dieter Schaal: Das Handwerk der Büchsenmacher und Büchsenschäfter in Pirna (= Schriftenreihe des Stadtmuseums Pirna. Heft 13). 2005.

Daneben erschienen im Stadtmuseum Pirna u. a. folgende Publikationen bzw. wurden vom Stadtmuseum Pirna herausgegeben:
- Jahrhundertrückblicke – Beiträge zur Geschichte de Landkreises Sächsische Schweiz 1901–2000. 2001.